# Trekvliet (Leiden)
De Trekvliet is een kanaal in de Nederlandse stad Leiden dat in 1638 gegraven is ten behoeve van de trekschuitverbindingen met Delft en Den Haag. Het kanaal liep oorspronkelijk tussen de Vliet en de Witte Poort aan de Haagweg en is in 1891 verbreed en doorgetrokken tot de Rijn, het Galgewater, waardoor de grote scheepvaart om de binnenstad van Leiden geleid kon worden. De straat langs de westzijde van de vaart heet de Rijn- en Schiekade. De Leidse Trekvliet werd in 1972 gedempt om plaats te maken voor een autoweg, maar werd in 1984 weer open gegraven. Het zand werd vervolgens gebruikt bij de bouw van nieuwbouwwijk de Stevenshof.